# Louis-Armand de Lespinay
Louis-Armand, comte de Lespinay, baron d'Empire (19 février 1789 à Chantonnay - 2 juin 1869 à Paris), est un militaire et homme politique vendéen du XIXe siècle.

## Biographie
Issu d'une ancienne famille bretonne établie en Poitou de longue date, le général-baron Louis-Armand de Lespinay naquit à Chantonnay le 19 février 1789, et suivit la carrière des armes.

### Ordonnance de NapoléonIer
Nommé page de l'Empereur le 19 novembre 1804, il l'accompagna à Milan, lorsque celui-ci fut couronné roi d'Italie.
Lespinay fit les campagnes de l'Empire : celle de Prusse (1806), où il participe à la bataille d'Iéna, puis celle de Pologne (1807), où il combattit à Eylau et Friedland. Sa brillante conduite à Friedland lui valut à 18 ans la croix de la Légion d'honneur.
Nommé par décret du 21 juillet 1808 officier d'ordonnance de l'Empereur, il va rejoindre à Bayonne Napoléon Ier qu'il accompagne à la prise de Burgos, à la bataille de Somosierra et à l'entrée à Madrid.
Après avoir participé à la pénible campagne de La Corogne, Lespinay inspecta en 1801 des régiments würtembergeois et westphaliens campés à Metz, et remplit une mission analogue à Dresde et à Varsovie.
De Pologne, il se rendit à Saint-Pétersbourg, avec une lettre autographe pour l'empereur de Russie, lequel le reçoit avec la plus grande courtoisie. Après avoir rempli la mission diplomatique qui lui avait été confiée, il rejoint à Schönbrunn l'Empereur qui, à la suite d'une action d'éclat le comble d'honneurs. 
Nommé chef d'escadron le 13 janvier 1811, il prend part à la funeste campagne en Russie de 1812, franchit le Niémen le 22 juin, assiste aux engagements de Polotsk et de la Drisa, et se signale au passage de la Bérézina. Placé avec les restes de son escadron à l'arrière-garde, il protège avec courage la retraite sur une longue suite de ponts, où tant des « braves » trouvèrent la mort. Blessé de plusieurs coups de lances sur la Velikaïa, il fut le 26 février 1814 créé baron de l'Empire.

### Colonel de la Restauration
Nommé rapidement lieutenant-colonel par la Restauration, puis colonel le 19 mars 1815, il accompagna le lendemain Louis XVIII jusqu'à la frontière. C'est en qualité de colonel que le baron de l'Espinay participa à l'expédition d'Espagne. Il s'y distingua en obtenant la reddition de la ville du Ferrol.
Au mois de mai 1825, Il accompagna à Reims l'escadron de son régiment (1er cuirassier), désigné pour assister au sacre de Charles X. Il fut promu maréchal de camp le 29 décembre 1828. Appelé le 25 juillet 1830 au commandement d'une brigade à Lunéville, il quittait, le 29 du même mois, Paris, déjà au pouvoir de l'émeute. Il rentra dans la vie privée à la chute de Charles X, à l'âge de quarante-deux ans.
Élu membre du conseil départemental de la Vendée (canton des Essarts) en 1848, le général en devint vice-président en 1856.

### Vie familiale

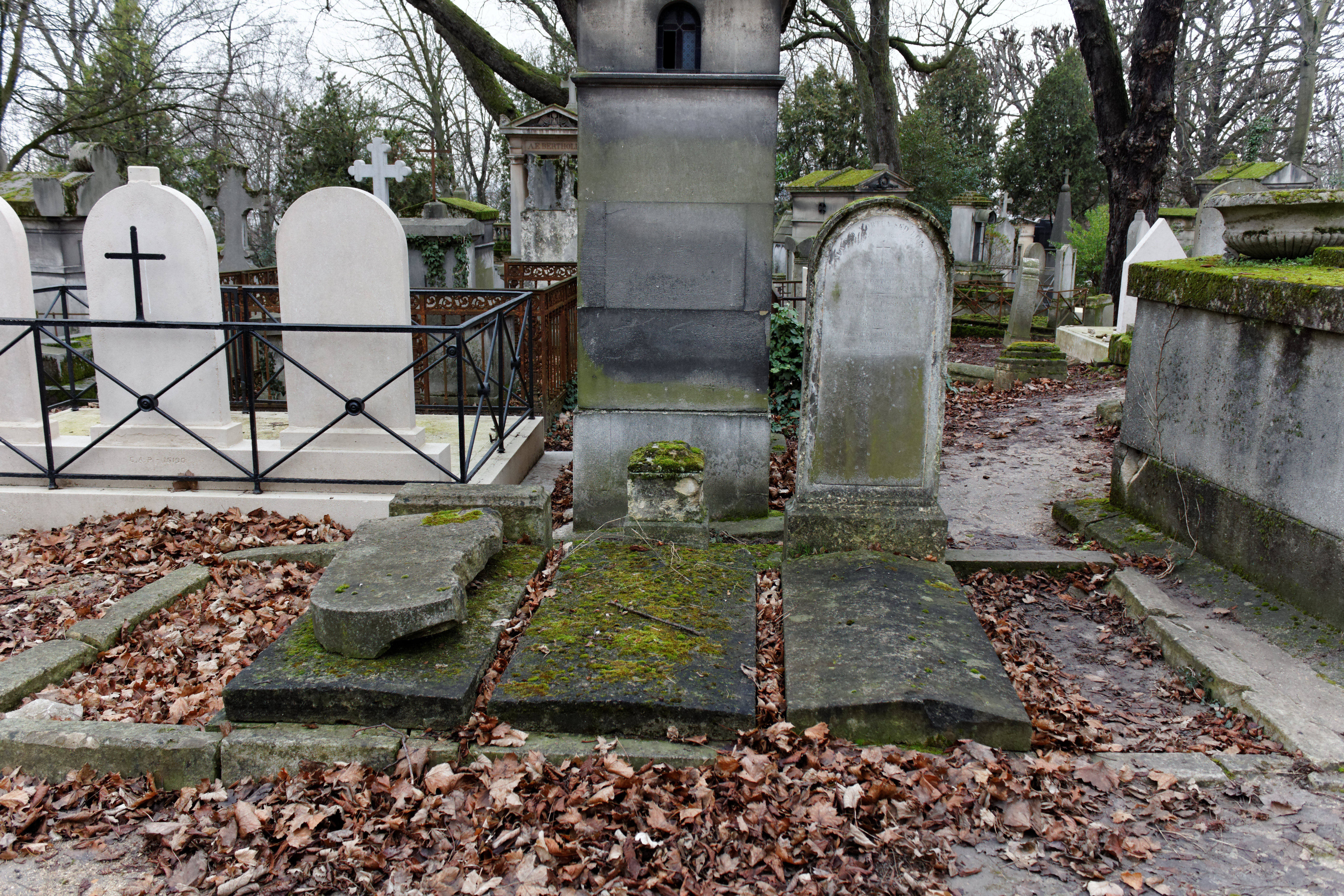
Tombe au cimetière du Père-Lachaise.

Louis Armand était le plus jeune fils de Alexis-Louis-Marie de Lespinay (1752-1837) et Henriette de Montault (1763-1829).
Il épousa en premières noces, le 8 juillet 1820 (Paris), Hermine Zéphirine Gabrielle Cordon de Montguyon, fille de Charles Gustave Hardouin Cordon, comte de Montguyon, baron de l'Empire, pair de France. Ensemble, ils eurent :
- Augustine Henriette Marie Mathilde Radegonde (20 mars 1823 - Paris-19 mai 1867 - Pau), mariée le 31 mai 1841 avec Élie (1817-1890), vicomte de Gontaut-Biron, ambassadeur de France, dont postérité ;

Louis-Armand épousa, en secondes noces, par contrat passé à Paris le 19 février 1827, Esther Marie Hippolyte Athénaïs Fortunée Le Tissier (…-31 mars 1841 - Paris), fille d’Hippolyte Le Tissier, député. De ce mariage sont issues deux filles :
- Marie Louise Esther (1828-12 juin 1888 - Paris), mariée le 17 mai 1847 avec Georges, marquis de Chavagnac (1815-1881), sans postérité, puis, mariée le 10 octobre 1882 avec Louis François Alfred de Pontevès, comte de Pontevès-Maubousquet (1816-1902), sans postérité ;
- Henriette Armande Cécile Hippolyte(4 novembre 1829, Paris - 28 avril 1894, Paris), hérita du château des Essarts, mariée le 6 mai 1850 avec Charles Adrien Joseph Bonabes, vicomte de Rougé (25 décembre 1824 - 25 mars 1885, Les Essarts)[2], dont :
  - Marie Esther Jacqueline de Rougé (4 février 1851, Paris-5 mai 1875, Paris), mariée en 1872 à Charles de Levezou, comte de Vézins (1848-1884),
  - Noémie Armande Esther Marie Louise de Rougé (18 avril 1853, Rougemont-21 février 1885, Nantes), mariée le 25 juin 1878 (Paris) à Roger de Renouard de Sainte-Croix (1846-1919),
  - Armand de Rougé, 12e comte de Rougé.

Il est mort en 1869 à l'âge de 80 ans et est enterré au cimetière du Père-Lachaise (21e division) à Paris.

## États de service
- Page de l'Empereur (19 novembre 1804) ;
- Officier d'ordonnance de l'Empereur (décret du 21 juillet 1808) ;
- Inspecteur des régiments würtembergeois et westphaliens campés à Metz (1809) ;
- Inspecteur de régiments à Dresde et Varsovie ;
- Chef d'escadron (13 janvier 1811) ;
- Lieutenant-colonel (première Restauration) ;
- Colonel (19 mars 1815) ;
- Maréchal de camp (29 décembre 1828) ;
- Commandant d'une brigade à Lunéville (nommé le 25 juillet 1830, les événements de juillet le rendirent à la vie privée) ;
- Général de brigade du cadre de réserve (Second Empire).

## Campagnes
- Campagne de Prusse et de Pologne :
  - Bataille d'Iéna ;
  - Bataille d'Eylau,
  - Bataille de Friedland ;
- Guerre d'indépendance espagnole :
  - Bataille de Burgos,
  - Bataille de Somosierra,
  - Entrée à Madrid,
  - Bataille de La Corogne ;
- Campagne de Russie :
  - Passage du Niémen (22 juin 1812),
  - 1re Bataille de Palotok,
  - Passage de la Drisa,
  - Bataille de la Bérézina ;
- Expédition d'Espagne :
  - Reddition de la ville du Ferrol.

## Faits d'armes
- Sa brillante conduite à Friedland lui valut à 18 ans la croix de la Légion d'honneur.
- L'Empereur le combla d'honneurs à la suite d'une action d'éclat.
- Il se signala au passage de la Bérézina.
- Il se distingua lors de l'expédition d'Espagne en obtenant la reddition de la ville du Ferrol.

## Blessures
Il fut blessé de plusieurs coups de lances sur la Velikaïa lors de la retraite de Russie.

## Autres fonctions
- Membre du conseil général de la Vendée (canton des Essarts) (1848) ;
- Vice-président du conseil général de la Vendée (1856) ;
- Maire des Essarts[1].

## Décorations
- Légion d'honneur :
  - Légionnaire (1er octobre 1807)
  - officier de la Légion d'honneur (18 mai 1820)
  - Commandeur de l'ordre royal de la Légion d'honneur (25 juillet 1823)
  - Grand officier de l'ordre impérial de la Légion d'honneur (Décret impérial 12 mars 1866)
- Ordre royal et militaire de Saint-Louis :
  - Chevalier de Saint-Louis (3 septembre 1814).
- Ordre de Saint-Ferdinand
  - Chevalier de seconde classe (23 novembre 1823)

## Titres
- Baron de L'Espinay et de l'Empire (lettres patentes du 31 janvier 1810 [1], confirmé le 26 février 1814) ;
- Comte de Lespinay[1] ;
- Propriétaire de la Chardonnière, paroisse de Vouvray[4].

## Hommage, honneurs, mentions
- Extrait du Bulletin des lois du Second Empire (1866) :

« N° 19 657. — DÉCRET IMPÉRIAL (rendu sur la proposition du grand-chancelier de l'ordre impérial de la Légion d'honneur et contre-signé par le ministre de la Maison de l'Empereur et des beaux-arts) qui élève à la dignité de grand officier de l'ordre impérial de la Légion d'honneur M. le baron de Lespinay (Louis-Armand), général de brigade du cadre de réserve, ancien officier d'ordonnance de l'Empereur Napoléon Ier, vice-président du conseil général de la Vendée ; soixante-deux ans de services, huit campagnes, plusieurs blessures ; commandeur de l'ordre le 25 juillet 1823. (Paris, 12 mars 1866.) »

## Armoiries
« Armes des L'Espinay ou Lespinay  : D'argent, à trois épines arrachées de sinople posées 2 et 1. Devise: SEQUAMUR QUO FATA VOCANT,, »

« Armes du baron de Lespinay et de l'Empire  : Parti au I, d'argent à trois épées en pal, les pointes basses, d'azur ; au II, fascé d'azur et d'argent ; au franc-quartier des barons militaires de l'Empire brochant. »

« Ses armes furent modifiés, par lettres patentes du 21 février 1814, de la manière suivante : D'argent, à trois épines arrachées de sinople, posées 2 et 1 ; au franc-quartier des barons militaires de l'Empire brochant. »

 Armes parlantes.
(espinay⇔épines).